# Cesanese di Affile DOC
| Disciplinare DOC Stato Italia Regione Lazio Cesanese di Affile Decreto del 30 novembre 2011 Gazzetta del 20 dicembre 2011 nº 295 Regolamenta i seguenti vini: |
| Cesanese di Affile Cesanese di Affile dolce Cesanese di Affile riserva                                                                                        |
| Fonte: MiPAAF - Disciplinari di produzione vini |

Cesanese di Affile o Affile è la denominazione relativa al disciplinare di alcuni vini a DOC prodotti nei comuni di Affile, Roiate, Arcinazzo in provincia di Roma

## Informazioni sulla zona geografica
I vini “Cesanese di Affile” sono prodotti in provincia di Roma, su un territorio di alta collina, di circa 1 380 ettari, in vallate sulle pendici dei Monti Affilani.
Si tratta di suoli residuali, principalmente terre rosse derivate dall'erosione e dalla decalcificazione delle rocce sedimentarie calcaree proprie dei Monti Affilani. Sono per la maggior parte di colore rosso scuro a causa degli ossidi di ferro e di alluminio liberi. Possono assumere caratteri fisici molto vari: dalle terre rosse pesanti con tessitura argillo-limosa alle terre rosse sciolte (poco diffuse) a quelle contenenti detriti di natura calcarea (rosse detritiche).
Sono terreni in genere superficiali, con scarso contenuto di elementi nutritivi. In modo particolare, nonostante la presenza di sottosuoli calcarei che contengono carbonato di calcio e carbonato di magnesio, i suoli risultano scarsamente dotati (e qualche volta completamente privi) di questi sali.
Sono quindi terreni poco adatti allo sfruttamento intensivo, ma particolarmente vocati per una “vitivinicoltura di qualità, con basse rese produttive, conferendo ai vini particolare vigore e complessità”.
I vigneti sono compresi tra i 350 e i 950 m s.l.m. con pendenza variabile. L'esposizione generale è verso ovest, sud-ovest e sud. Restano esclusi dalla zona di produzione i terreni orientati a nord e ad est.
Il clima dell'area è temperato con temperatura media annua compresa tra i 12,0 ed i 13,6 °C, inverno molto freddo con temperatura media giornaliera inferiore ai 10 °C per 5-6 mesi e temperatura media minima del mese più freddo tra 0,1 e 1,3 °C. Le precipitazioni medie annue sono molto abbondanti comprese tra i 1 431 ed i 1 606 mm, piove anche in estate per complessivi 123-160 mm.
La combinazione tra le caratteristiche del terreno ed i fattori climatici, determina un'ottimale maturazione fenolica e un ottimale rapporto tra zuccheri e acidi.
Si ottengono così vini con elevata struttura e grande equilibrio fra le diverse componenti.

## Storia
Attraverso una consistente documentazione è possibile seguire, nei secoli, la coltivazione del Cesanese. Le prime testimonianze risalgono al il medioevo: nei monasteri della zona sono conservati i contratti agrari riguardanti le vigne dell'epoca.
Nel Seicento Rutilio Scotti, un letterato locale, declama le caratteristiche medicamentose del Cesanese di Affile ed asserisce che la viticoltura è la principale attività della zona:
Nel Settecento, nello Statuto Municipale di Affile:
È la conferma dell'importanza economica della viticoltura.
Nell'Ottocento, nell'opera “Viaggio antiquario ne' contorni di Roma” (1837) del Nibby afferma riferendosi ad Affile:
Nel 1854 nel “Dizionario di erudizione storica-ecclesiastica” il Moroni riporta per Affile:
e riferendosi a Ponza (l'attuale Arcinazzo Romano):
Nel 1856 nelle “Memorie di Subiaco e della sua badia” il canonico Jannuccelli sempre per Affile:
()
Precedentemente all'attuale disciplinare questa DOC era stata:
- Approvata con DPR 29-5-1973 (G.U. 225 - 31.8.1973)
- Modificata con DM 18-4-2011 (G.U. 105 - 07.5.2011)

Il precedente disciplinare approvato con decreto del 29/05/1973, pubblicato sulla gazzetta ufficiale n. 225 del 31/08/1973, prevedeva:
- resa in uva = 125 q/ha
- resa in vino = 65,0%
- titolo alcolometrico naturale dell'uva = 11,5%
- titolo alcolometrico totale del vino = 12,0%
- estratto secco = 22,0‰
- vitigni consentiti:
  - Cesanese comune 0,0% – 100,0%
  - Cesanese d'Affile 0,0% – 100,0%
- Zona di produzione: comuni di Piglio, Serrone, Paliano, Anagni, Acuto, Olevano Romano, Affile.
- Caratteristiche organolettiche:
- colore: rosso rubino tendente al granato con l'invecchiamento.
- odore: delicato, caratteristico del vitigno di base.
- sapore: morbido, leggermente amarognolo.[2]

Erano inoltre previsti i seguenti vini ora esclusi dal disciplinare:
- Cesanese di Affile amabile o Affile amabile
- Cesanese di Affile frizzante naturale o Affile frizzante naturale
- Cesanese di Affile spumante naturale o Affile spumante naturale
- Cesanese di Affile secco o Affile secco

## Premi e riconoscimenti
- Diplomi di Gran Premio e Medaglia d'oro
  - all'Esposizione Internazionale di Bruxelles
  - all'Exposition Generale Commerciale di Parigi
  - all'Esposizione Internazionale delle Industrie e del Lavoro di Milano
  - all'Esposizione Internazionale di Roma
- Diploma di Gran Premio d'Onore all'Esposizione Fiera Internazionale di Roma.

Tutti ottenuti nei primi decenni del Novecento.
Il Cesanese di Affile figura sulle principali guide nazionali.

## Produttori rilevanti
Negli ultimi decenni, alcune cantine del territorio hanno contribuito in modo determinante alla valorizzazione e al rilancio della denominazione Cesanese di Affile DOC. Tra queste, si distingue la Vini Raimondo, azienda familiare fondata nei primi anni 2000 ad Affile, che produce esclusivamente vini da uve Cesanese di Affile coltivate sui pendii collinari attorno al borgo. L’azienda è stata tra le prime a rilanciare la produzione della DOC dopo decenni di abbandono, ottenendo numerosi riconoscimenti nazionali, tra cui i 5 Grappoli Bibenda e L'Oscar del Vino 2025 per l’eleganza dei suoi vini e il forte legame con il territorio.